# John Esposito
John Louis Esposito (ur. 19 maja 1940 w Brooklynie) – amerykański islamoznawca. Jego prace naukowe zostały przetłumaczone na ponad 45 języków.

## Życiorys
Wykładał na College of the Holy Cross w Worcesterze oraz na S. Rajaratnam School of International Studies w Singapurze. Następnie został wykładowcą islamistyki na Uniwersytecie Georgetown.
Założył Center for Muslim-Christian Understanding, którego został dyrektorem, objął także funkcję wiceprzewodniczącego Center for the Study of Islam and Democracy.
Redaktor naczelny The Oxford Encyclopedia of the Modern Islamic World oraz The Oxford History of Islam.

## Wybrane publikacje[2][1]
- Islam in Asia: Religion, Politics, and Society
- The Iranian Revolution: Its Global Impact
- Voices of Resurgent Islam
- Islam and Democracy (1996)
- Islam and Politics (1996)
- Islam, Gender and Social Change (1997)
- Political Islam: Revolution, Radicalism or Reform? (1997)
- Islam: The Straight Path (1998)
- The Islamic Threat: Myth or Reality? (1999)
- Islam and Secularism in the Middle East (2000)
- Muslims on the Americanization Path (2000)
- Iran at the Crossroads (2001)
- Makers of Contemporary Islam and Islam and Democracy (2001)
- Women in Muslim Family Law (2001)
- Modernizing Islam: Religion in the Public Sphere in the Middle East and Europe (2003)
- Unholy War: Terror in the Name of Islam (2003)
- Geography of Religion: Where God Lives, Where Pilgrims Walk (2006)
- Asian Islam in the 21st Century (2007)
- Who Speaks for Islam? What a Billion Muslims Really Think (2008)
- Islamophobia: The Challenge of Pluralism in the 21st Century (2011)
- World Religions Today and Religion and Globalization (2011)
- What Everyone Needs to Know About Islam (2011)
- The Future of Islam (2013)
- Islam and Democracy after the Arab Spring (2015)
- Religion and Violence (2016)
- Shariah: What Everyone Needs to Know (2018)

## Życie prywatne
Żonaty z Jeanette Esposito, z którą zamieszkał w Waszyngtonie.